# Jaigaon
Jaigaon (en bengalí: জয়গাঁও ) es una ciudad de la India, en el distrito de Jalpaiguri, estado de Bengala Occidental.

## Geografía
Se encuentra a una altitud de 207 m s. n. m. a 739 km de la capital estatal, Calcuta, en la zona horaria UTC +5:30.

## Demografía
Según estimación 2010 contaba con una población de 43 503 habitantes.